# Paulo Paulino Guajajara
Paulo Paulino Guajajara, né vers 1993 et mort le 1er novembre 2019 à Araribóia (en), appelé Lobo (« le loup »), est un activiste environnemental brésilien.

## Biographie
Paulo Paulino Guajajara était, avec entre autres Sônia Guajajara, un chef du peuple indigène des Guajajara qui vivent principalement dans l'État brésilien de Maranhão. Avec environ 20 000 personnes, ils constituent l'un des plus grands groupes autochtones du Brésil. En 2012, ils ont fondé le groupe « Guardiões da floresta » (en français : « les gardiens de la forêt »), qui tente d'empêcher l'exploitation forestière illégale dans la réserve d'Arariboia, dans l'État de Maranhão, en effectuant des patrouilles régulières. Paulo Paulino a été le porte-parole du groupe pour l'agence Reuters. Il était « l'un des plus éminents écologistes forestiers d'Amazonie ».
Il a déclaré à l'agence Reuters : « J'ai parfois peur, mais nous devons lever la tête et agir. Nous sommes ici pour nous défendre. Nous protégeons notre terre et la vie qui s'y trouve, les animaux, les oiseaux, et même les Awá qui sont ici aussi. Il y a tellement de destruction de la nature, des bons arbres avec du bois aussi dur que de l'acier sont abattus et emportés. Nous nous devons de préserver cette vie pour le futur de nos enfants ».
Paulino a été abattu en novembre 2019. Il a été pris dans une embuscade par au moins cinq bûcherons illégaux et a reçu une balle dans la tête tandis que son compagnon a été blessé. La police fédérale brésilienne a confirmé l'incident et dépêché une équipe pour enquêter sur l'affaire.
Les critiques blâment le gouvernement brésilien. En raison des coupes budgétaires, l'Autorité nationale pour la protection des peuples autochtones (FUNAI) ne peut plus effectuer de patrouille de son propre chef et l'entrée illégale dans les zones protégées des peuples autochtones est donc rarement punie. Greenpeace a déclaré que Paulo Paulino et son compagnon blessé étaient « les plus jeunes victimes d'un État qui refuse de se conformer à sa propre constitution.» Sarah Shenker (Survival International) a déclaré à l'AFP que Paulino avait reçu des menaces de mort dans le passé.